# Ксилоліт

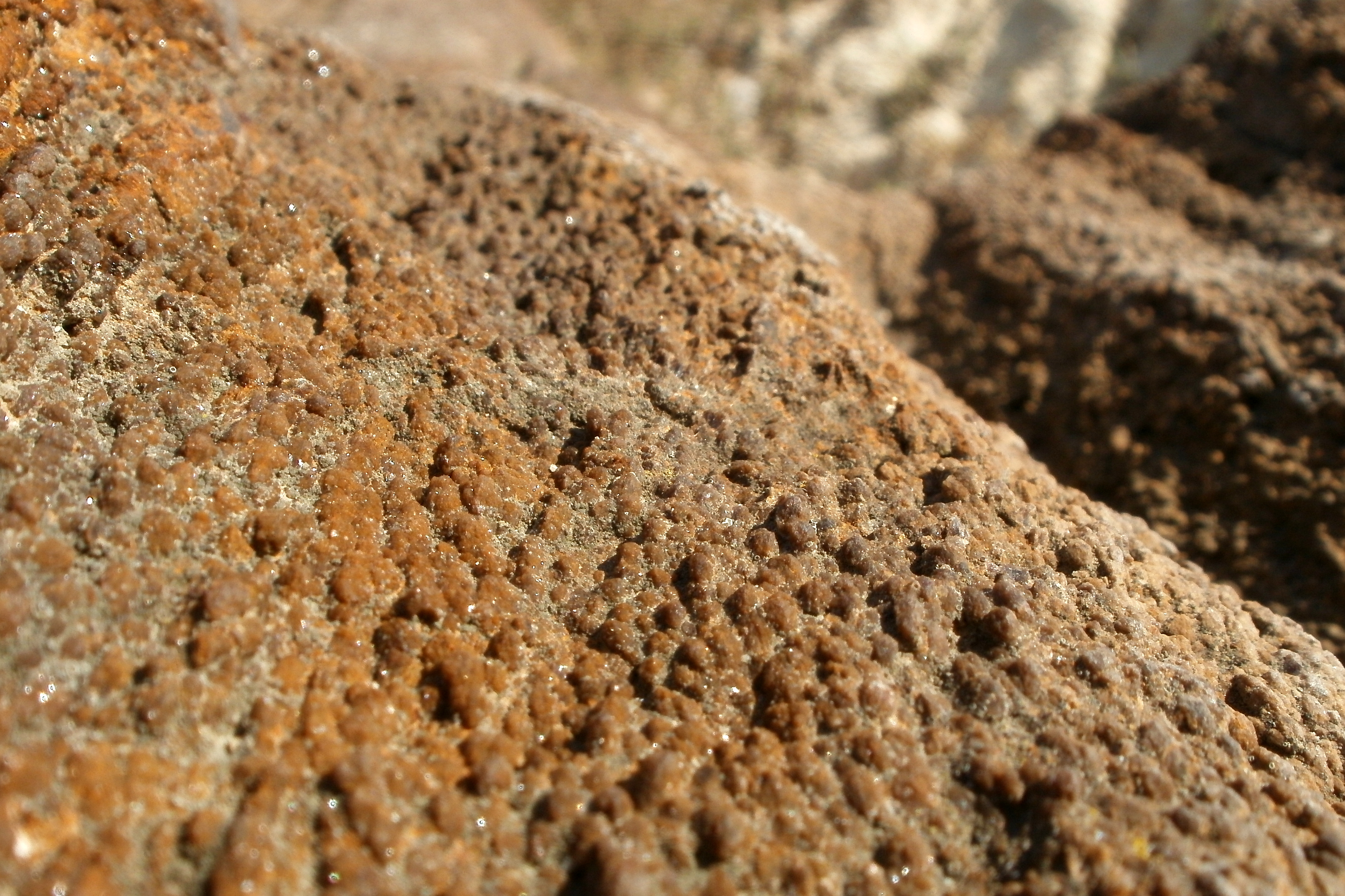
Дружківські скам'янілі дерева (смт Олексієво-Дружківка, Костянтинівський район, Донецька область), макрофото

Ксилоліт (від дав.-гр. xelon — дерево і дав.-гр. lithos — камінь) — скам'яніле дерево з мінеральним складом халцедону, яшми, рідше опалу. Це псевдоморфоза халцедону, яшми або опалу по дереву. Утворення ксилоліту доброї якості відбувається за умови того, що деревина після відмирання консервується шляхом перекривання осадовими породами або вулканічним попелом. Циркуляція води сприяє процесам заміни органічних елементів мінеральними речовинами. Зовнішня структура деревини при цьому залишається незмінною. Колір ксилоліту, як правило, сірий або коричневий, іноді також червоний, рожевий, світло-коричневий, жовтий, рідко від синього до фіолетового, в окремих випадках зелений. Шліфування і полірування підсилюють колір. Найбільш відоме родовище — «Скам'янілий ліс» (англ. «Petrified Forest») поблизу Холбрука в штаті Аризона (США), де можна побачити скам'янілі стовбури дерев із роду араукарії завдовжки до 65 м і товщиною до 3 м. Дрібні родовища є на всіх континентах. В Україні зустрічається в Донбасі, поблизу міста Дружківка (Дружківські скам'янілі дерева), а також у Придністров'ї, Побужжі, Закарпатті, Криму, околицях Львова та ін. Використовується для виготовлення декоративних виробів, рідше — для виробництва прикрас.